# Бичнигаури
Бичнигаури (груз. ბიჩნიგაური) — село в Грузии, на территории Душетского муниципалитета края (мхаре) Мцхета-Мтианети.

## География
Село находится в северо-восточной части Грузии, к западу от реки Арагви, на расстоянии приблизительно 4 километров (по прямой) к северо-востоку от города Душети, административного центра муниципалитета. Абсолютная высота — 753 метра над уровнем моря.

## Население
По результатам официальной переписи населения 2014 года в Бичнигаури проживало 424 человека (226 мужчин и 198 женщин). В национальной структуре населения грузины составляли 100 %.
| Год  | Население, человек |
| ---- | ------------------ |
| 2002 | 490                |
| 2014 | ↘ 424              |